# Jason Allen (Radsportler)
Jason Allen (* 17. August 1981 in Blenheim) ist ein ehemaliger neuseeländischer Bahn- und Straßenradrennfahrer.
Jason Allen gewann 2002 eine Etappe bei der Tour of Southland.
Zweimal gehörte Allen zu dem neuseeländischen Team, das im Jahr 2005 Läufe in der Mannschaftsverfolgung beim Bahnrad-Weltcup gewann. Im selben Jahr errang er bei den Ozeanienspielen zwei Goldmedaillen, eine in der Einer- und eine in der Mannschaftsverfolgung. Bei den Commonwealth Games 2006 in Melbourne verlor er in der Einerverfolgung das Rennen um die Bronzemedaille gegen Steve Cummings. Er gewann 2007 das Rennen The Golden Wheel, ein traditionsreiches internationales Bahnrennen in London.
2011 wurde Jason Allen gemeinsam mit Tom Scully die Ozeanienmeisterschaft im Zweier-Mannschaftsfahren.

## Erfolge – Straße
2002
- Neuseeländischer Meister (U23) – Einzelzeitfahren

2005
- eine Etappe Tour of Southland

## Erfolge – Bahn
2005
- Bahnrad-Weltcup in Sydney – Mannschaftsverfolgung (mit Hayden Godfrey, Greg Henderson und Marc Ryan)
- Bahnrad-Weltcup in Manchester – Mannschaftsverfolgung (mit Hayden Godfrey, Tim Gudsell und Marc Ryan)
- Ozeanienspiele – Einerverfolgung
- Ozeanienspiele – Mannschaftsverfolgung (mit Tim Gudsell, Peter Latham und Marc Ryan)

2010
- Ozeanienmeisterschaft – Mannschaftsverfolgung (mit Aaron Gate, Cameron Karwowski und Myron Simpson)

2011
- Ozeanienmeister – Madison (mit Tom Scully)

## Teams
- 2003 Miche
- 2006 Kodakgallery.com-Sierra Nevada
- 2007 Plowman Craven-Evans
- 2009 Subway-Avanti
- 2011 Subway Cycling Team
- 2014 Scotty Browns-Vision Systems